# Kerti pele

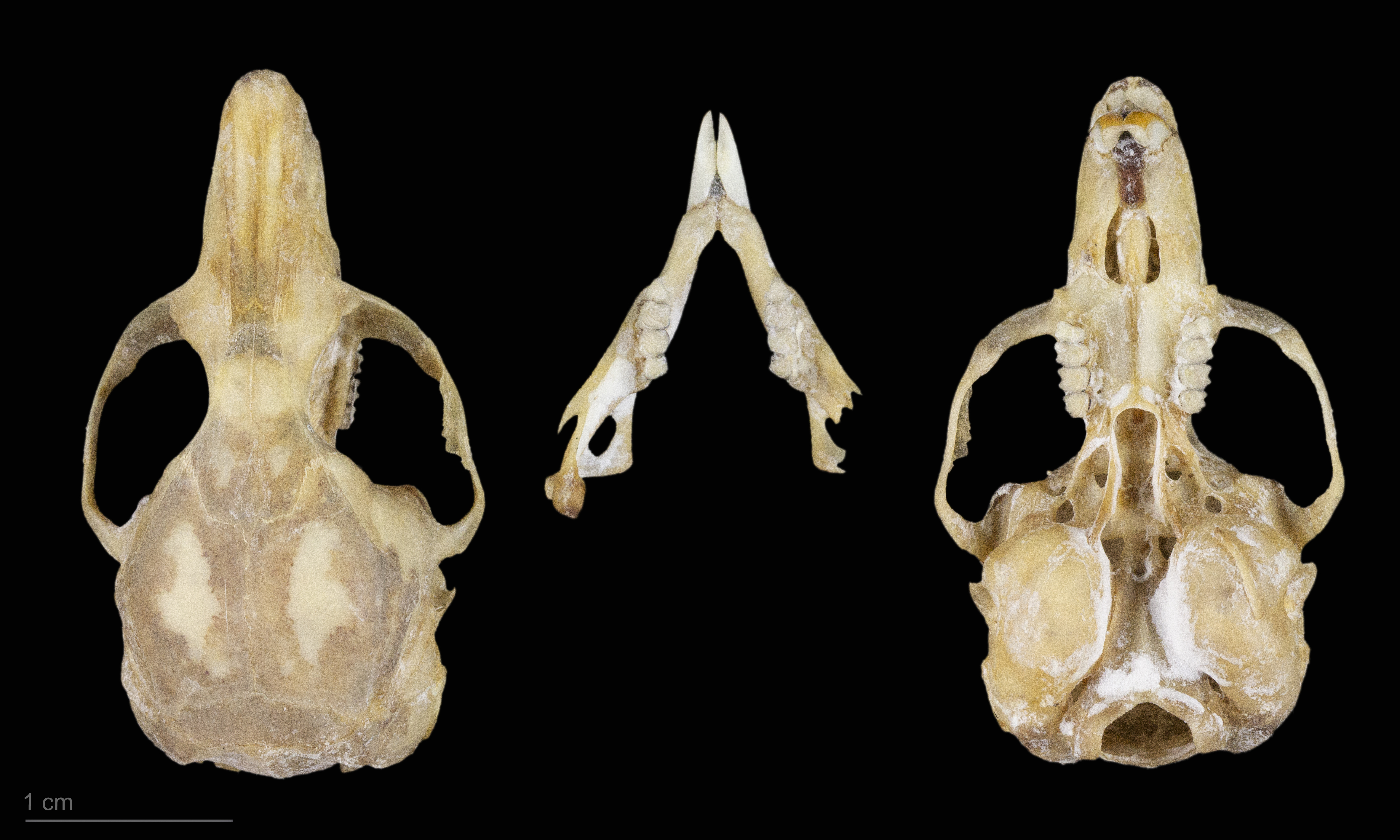
Eliomys quercinus

A kerti pele (Eliomys quercinus) az emlősök (Mammalia) osztályának rágcsálók (Rodentia) rendjébe, ezen belül a pelefélék (Gliridae) családjába tartozó faj.

## Előfordulása
A kerti pele legfőbb előfordulási területe Nyugat- és Dél-Európa, azonban a Brit-szigetekről hiányzik. Kelet-Európában is vannak állományai, főleg Romániában, Ukrajnában és Fehéroroszország és Oroszország határán. Finnország déli részén, balti országokban, valamint Oroszország ázsiai részének nyugati felén is fellelhető.

### Kárpát-medencei előfordulása
Magyarországon az északi karsztvidéken fordul elő, de igen ritka.

## Megjelenése
E kisemlős feje és teste együttesen 11-17 centiméter, farokhossza 9-12 centiméter és tömege 50-120 gramm. E faj jellemzői a szájzugtól kezdődő, a szemet körülvevő fekete sáv, amely a feltűnően nagy fül alatt kiszélesedve kissé még tovább húzódik, valamint a viszonylag rövid szőrű farok, amelynek végén hosszú szőrökből álló fekete-fehér bojt van. Bundája felül szürkésbarna, alul fehéres.

## Életmódja
A kerti pele ritkás, napfényes lomberdők és fenyőültetvények lakója, kerti házakba is beköltözik. A kerti pele alkonyatkor élénkül meg, és akár egész éjszaka tevékenykedik. Mohából és puha fűszálakból álló alvófészkét sziklahasadékokba, kőrakásokba vagy földi lyukakba építi. Téli alvása október végétől, november elejétől márciusig vagy áprilisig tart. Tápláléka nagyobb rovarok (szöcskék, sáskák, bogarak), kis madarak tojásai és fiókái, csigák, fiatal egerek, de bogyókat, gyümölcsöket és diót is fogyaszt.

## Szaporodása
A párosodási ideje áprilistól júniusig tart, a nőstények hangos, sivító hangokkal jelzik párzási készségüket. A vemhességi idő 23 napig tart, ennek végén 3-6, néha 7 kölyök születik. Születésükkor vakok és csupaszok. A szemük a 18. napon nyílik ki, és kereken egy hónapig szopnak. Jó két hónaposan lesznek önállóak, de csak a következő évben ivarérettek. A szabadban több mint 5 évig élhetnek.